# Šubrtka (usedlost na Žižkově)
Šubrtka (Czubertka) je zaniklá usedlost v Praze 3-Žižkově, která se nacházela v místech ulice Seifertova východně od náměstí Winstona Churchilla.

## Historie
Usedlost doložená k roku 1785 stála při cestě z Prahy do Olšan. Na severu sousedila s rozsáhlým dvorem Miranka, na jihu přes silnici s usedlostí Boudečka.
Roku 1843 se zde uvádí dvůr. Při silnici stála dvě stavení, třetí pak v severovýchodním rohu dvora, ze kterého vycházely dvě cesty na vinice a k sadu.
Šubrtka zanikla koncem 19. století.

## Šubrtka v Šárce
Stejný název Šubrtka nesla i samota v Nebušicích (viz též ulice K Šubrtce).